# VAG-Baureihe DT1
Die VAG-Baureihe DT1 war die erste Fahrzeuggeneration normalspuriger Elektrotriebwagen bei der Nürnberger U-Bahn. Zwischen 1970 und 1984 waren von MAN Nürnberg insgesamt 64 Doppeltriebwagen in Aluminiumleichtbauweise ohne Wagenübergang für das 750-Volt-Gleichstrom-Netz geliefert worden und ab 1972 als „Pegnitzpfeil“ auf der Linie U1 im Einsatz. Die zweiteiligen, fest gekuppelten Fahrzeuge entsprachen mit ihrem Vollbahnprofil von 2,90 Meter Breite weitestgehend dem Typ A bei der Münchner U-Bahn. Aufgrund der Netzkonzeption mit 90 Meter langen Bahnsteigen konnte maximal in Doppeltraktion als sogenannter Langzug gefahren werden. Mit der vierten Serie kamen ab 1980 Drehstrommotoren zum Einsatz. Nach den ersten Abstellungen im Jahr 2010 war der letzte betriebliche Einsatz eines DT1 im Januar 2023. Zwei Fahrzeuge sind museal erhalten.

## Entwicklung
Als sich der Nürnberger Stadtrat 1965 zu Gunsten einer vollwertigen U-Bahn entschied, orientierten sich die Bauherren im weiteren Verlauf für einen Wagenpark, der weitestgehend mit dem der damals ebenfalls in der Entstehung befindlichen Münchner U-Bahn baugleich ist. Die Fahrzeugdaten des als DT1 (DT steht für Doppeltriebwagen) bezeichneten Typen entsprachen so fast genau denen des Typs A aus der Landeshauptstadt.
Die Fahrzeuge wurden zwischen 1970 und 1984 ausgeliefert und erhielten die Wagennummern 401/402 bis 527/528. Abgesehen von der rot-weißen Lackierung (im Gegensatz zu blau-weiß in München) bestand der größte Unterschied darin, dass die Nürnberger Wagen zusätzlich einen Hilfsstromabnehmer zwischen den einzelnen Wagen für Werkstattfahrten, als auch Magnetschienenbremsen aufweisen. Die ab 1980 ausgelieferten Fahrzeuge (465/466 ff.) erhielten als erste Fahrzeuge ihrer Art einen Drehstromantrieb.
Die Tabelle gibt eine Übersicht über die Lieferung der einzelnen Serien:
| Serie | Wagennummern    | Lieferzeitraum |
| ----- | --------------- | -------------- |
| 1     | 401/402–427/428 | 1970–1971      |
| 2     | 429/430–447/448 | 1975           |
| 3     | 449/450–463/464 | 1979           |
| 4     | 465/466–491/492 | 1980           |
| 5     | 493/494–507/508 | 1981–1982      |
| 6     | 509/510–527/528 | 1983–1984      |

## Aufbau

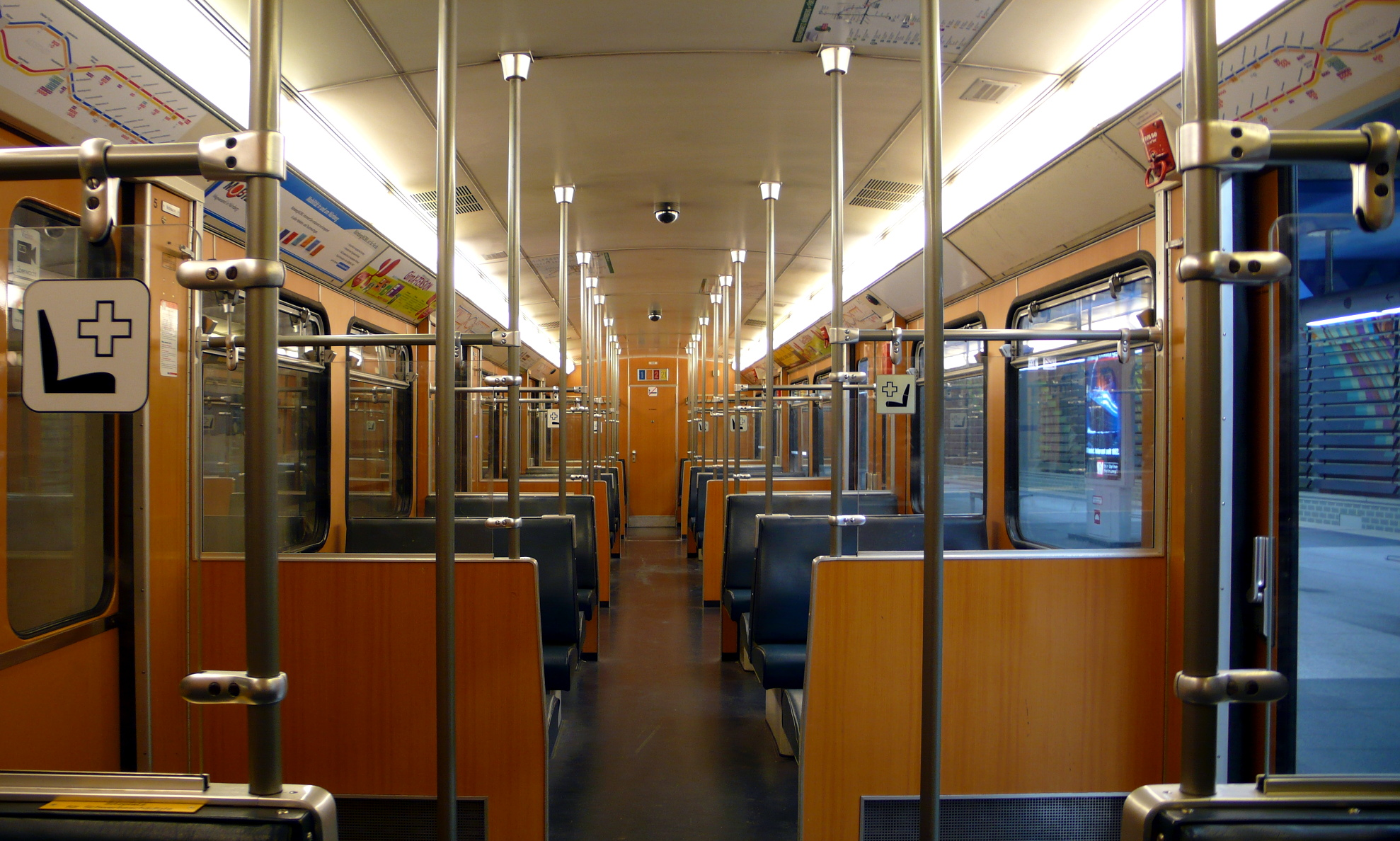
Innenraum eines DT1

Der Wagenkasten ist in Leichtbauweise aus Strangpressprofilen und Aluminiumblechen erstellt worden. Pro Wagen und Seite sind je drei zweiflügelige Schwenkschiebetüren angebracht, die unabhängig voneinander geöffnet werden können. Die lichte Weite der über Druckluft bedienten Türen beträgt 1.300 mm. Die geräumigen Führerstände weisen ebenfalls eine Tür pro Wagenseite auf.
Im Wageninneren herrscht die Sitzanordnung 2+2 vor, wobei ein Einzelwagen je zwölf Abteile umfasst.
Die ursprüngliche Fahrzeuglackierung war rot mit einem umlaufenden weißen Zierstreifen unterhalb der Fensterfront, was ihnen den Namen Pegnitzpfeil einbrachte. Mittlerweile werden die DT1 allerdings bei den Hauptuntersuchungen dem aktuellen VAG-Design, welches mit der Nachfolgebaureihe DT2 eingeführt wurde, angepasst.
Die Fahrzeuge werden über einen längs am Drehgestell angebrachten 180 (bis 463/464) bzw. 195 kW-Motor (ab 465/466) angetrieben. An den beiden jeweils äußeren Drehgestellen sind die Stromabnehmer befestigt. Eine elektronische Thyristorsteuerung regelt das motorgetriebene Nockenschaltwerk.

## Umbauten

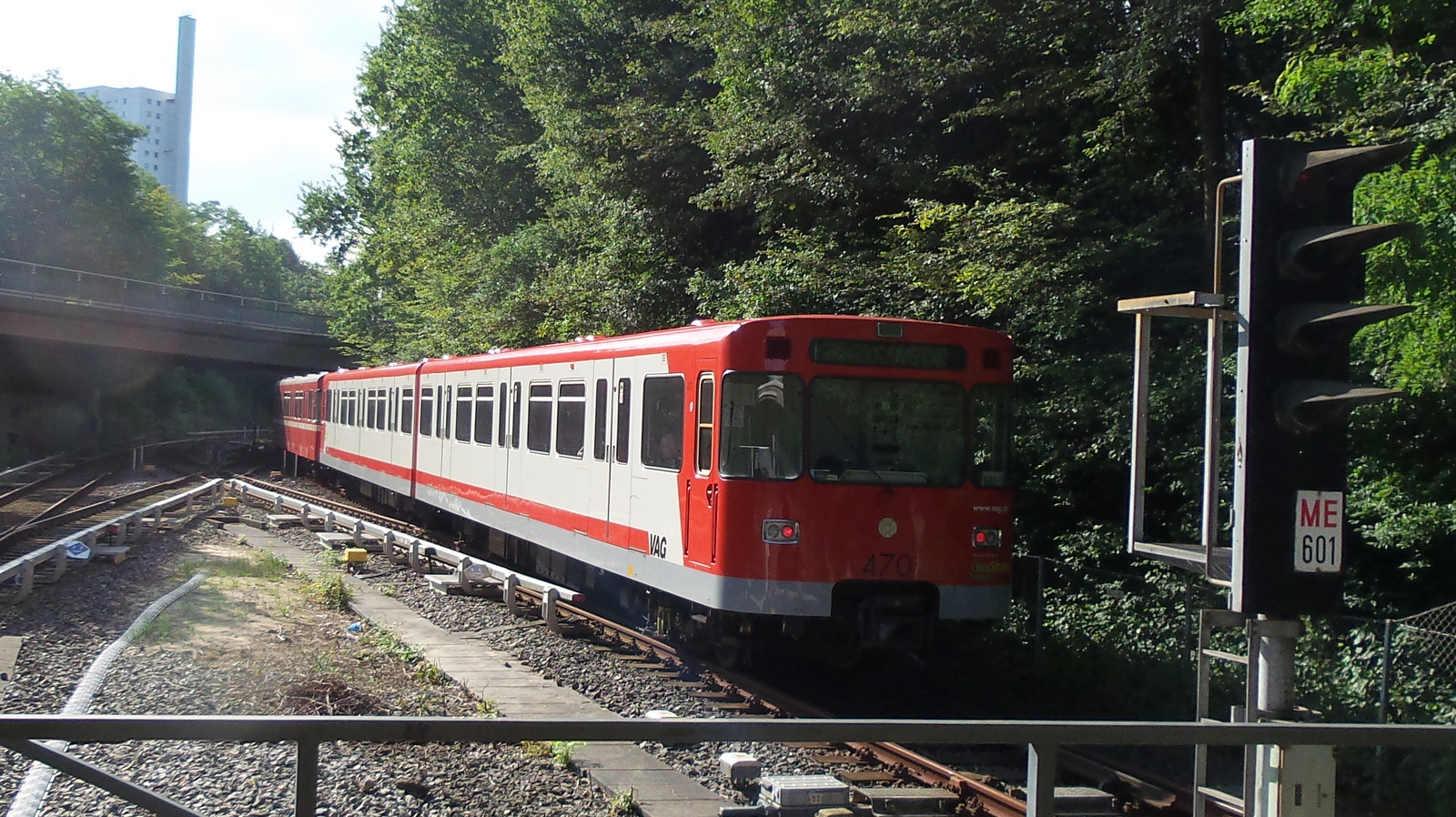
Triebwagen 470 der U-Bahn Nürnberg im neuen Farbschema

Im Laufe der Zeit wurden die Fahrzeuge immer wieder umgebaut, entweder um technische Neuerungen in der Praxis zu testen oder die Fahrzeuge an spätere Bauserien anzupassen.
Seit der Lieferung der Wagen 449/450 werden als Zugzielanzeiger automatische Rollbänder anstatt der vorher verwendeten Richtungsschilder verwendet; alle Fahrzeuge mit dem alten System wurden daraufhin umgerüstet. Die in allen Fahrzeugen angebrachten Armlehnen wurden auf Grund von zunehmendem Vandalismus nach und nach ausgebaut. Seit 1997 verfügen alle Fahrzeuge über eine Notsprechanlage im Türbereich. Durch die Auslieferung des DT3 wurden alle Fahrzeuge mit Ausnahme der ersten Serie mit Videoüberwachung des Fahrgastraumes, sensiblen Türkanten, einer optischen und akustischen Türschließankündigung und einer digitalen Haltestellenansage ausgerüstet. Von Anfang 2010 bis Anfang 2011 wurden an allen DT1-Zügen mit Drehstromantrieb (ab Wagennummer 465/466) die wartungsintensiven Rollbandanzeigen durch digitale LED-Anzeigen ausgetauscht.

## Fahrzeugaustausch
Bereits mehrmals kam es in der Geschichte der Nürnberger und Münchner U-Bahn vor, dass der eine Betrieb dem jeweils anderen Fahrzeuge aus bestimmten Anlässen auslieh, was durch den identischen Aufbau der Fahrzeuge möglich war. Nach ihrem Gastspiel erhielten die beteiligten Triebzüge als Zeichen ihres Einsatzes ein Stadtwappen neben der Fahrertür, welches infolge von Umlackierungen in den letzten Jahren allerdings wieder verschwunden ist.
Die Tabelle bietet eine Übersicht der Tauschwagen, der Dauer ihres Gastspiels und den Anlass. Nicht aufgeführt sind die Münchner Wagen, die von der VAG übernommen und nicht mehr zurückgegeben wurden. Diese Fahrzeuge sind bereits verschrottet worden.
| Tausch             | Dauer                                 | Anlass                                 | Fahrzeuge                                  |
| ------------------ | ------------------------------------- | -------------------------------------- | ------------------------------------------ |
| Nürnberg → München | 6. August 1972 bis 11. September 1972 | Olympische Sommerspiele 1972           | 401/402, 403/404, 409/410, 411/412         |
| München → Nürnberg | März 1978 bis 6. September 1978       | Verlängerung der U1 bis Weißer Turm    | 6130/7130, 6131/7131, 6148/7148            |
| München → Nürnberg | 28. Oktober 1978 bis April 1979       | Kirchentag und Christkindlesmarkt      | 6128/7128, 6133/7133, 6134/7134            |
| Nürnberg → München | 19. November 1980                     | Papstbesuch                            | 423/424, 425/426, 427/428                  |
| München → Nürnberg | 4. Oktober 2006 bis 14. Oktober 2008  | Leihfahrzeuge während der DT2-Umbauten | 6103/7103, 6104/7104, 6108/7108, 6126/7126 |

## Ausmusterung
Als erstes Fahrzeug wurde Wagen 447 der DT-Einheit 447/448 nach einem Brand im Jahr 1983 ausgemustert. Der noch intakte Wagen 448 diente bis zu seiner Verschrottung 2006 als Erprobungsträger u. a. für das Innenraumdesign der Baureihen DT2 und DT3.
Im Jahr 2010 wurden die Gleichstrom-Doppeltriebwagen der 1970 gelieferten ersten Serie (DT 401/402 bis 427/428), mit Ausnahme der damals als Museumsfahrzeuge vorgesehenen Einheiten 401/402 und 403/404, ausgemustert und verschrottet.
Im Jahr 2012 wurden die Gleichstrom-Doppeltriebwagen der 1975 gelieferten zweiten Serie (DT 429/430 bis 445/446), mit Ausnahme des noch im Fahrgasteinsatz befindlichen Doppeltriebwagen 443/444 (später als 587/588 bezeichnet), ausgemustert und verschrottet.
Die letzte Fahrt der DT1 auf der Linie 1 fand am 14. Januar 2023 statt und führte vom U-Bahnhof Fürth-Stadthalle zum U-Bahnhof Nürnberg Scharfreiterring. Anschließend wurden die Fahrzeuge aus dem regulären Betrieb genommen. Lediglich für Sonderfahrten zu bestimmten Anlässen soll ein Fahrzeug erhalten bleiben.

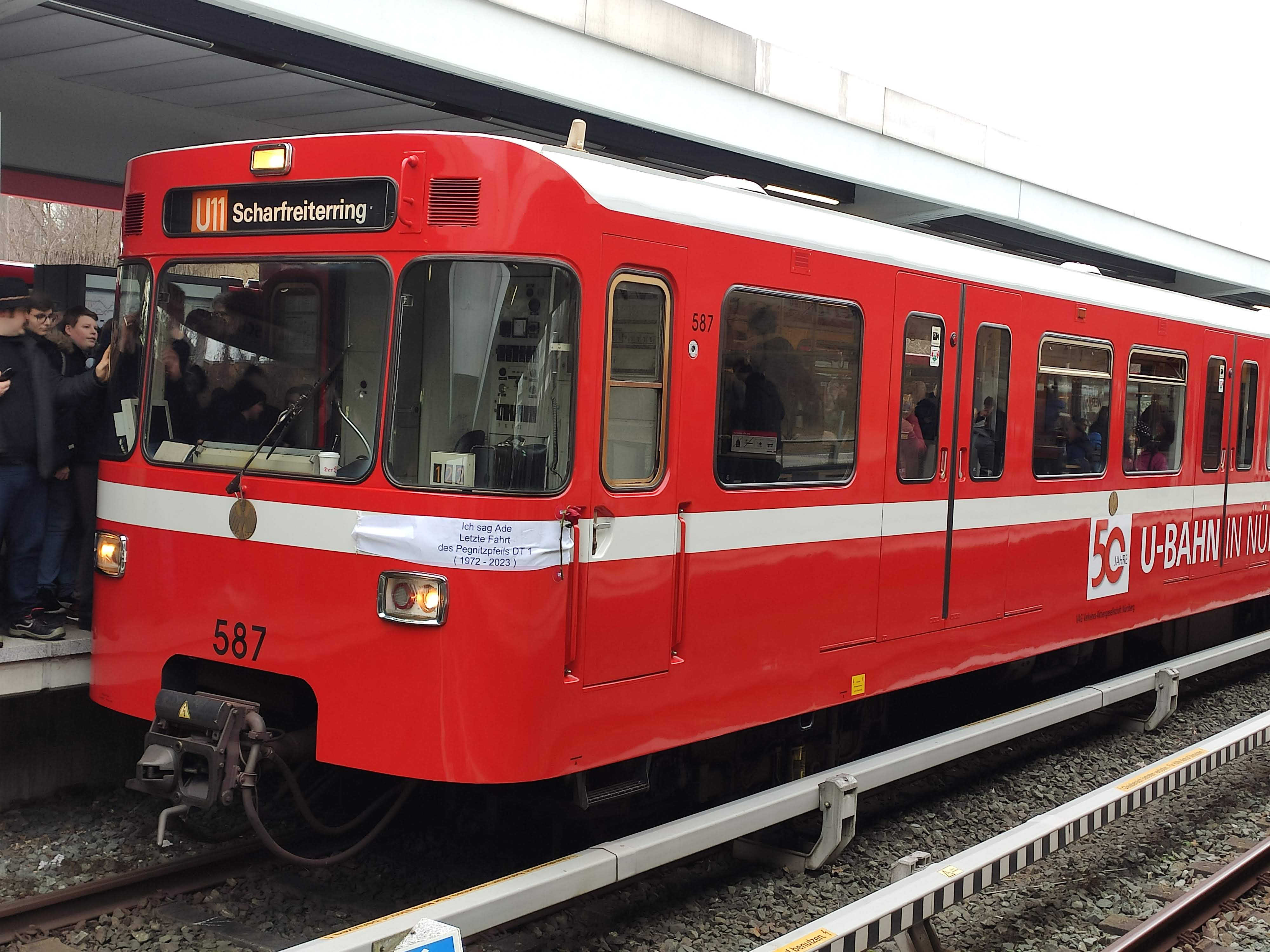
Ausmusterung des letzten DT1 aus dem Fahrgastbetrieb am U-Bahnhof Scharfreiterring

## Museumszüge
Zum 50-jährigen Jubiläum der U-Bahn Nürnberg wurden zwei DT1 für Fahrten im Jubiläumsjahr und im Anschluss als nutzbare Fahrzeuge für private Feierlichkeiten hergerichtet. Die Züge wurden hierbei auch im Inneren auf den Werbebannern mit Informationstafeln zur Geschichte der U-Bahn ausgestattet. Die Wahl fiel hierbei auf den 1975 gelieferten DT1 587/588 mit Gleichstromantrieb sowie einen DT1 575/576 aus dem Jahr 1984, der über einen Drehstromantrieb verfügt.